# Castelo de Dinan
O Château de Dinan é composto por uma torre de menagem, na cidade de Dinan, no departamento de Côtes-d'Armor, na região da Bretanha, na França.  A torre e o portão fazem parte dos 2.600 metros de muralhas medievais que ainda cercam a cidade velha.  O castelo foi listado para proteção como um monumento histórico em 1886. É de propriedade da comunidade e abriga o museu local.

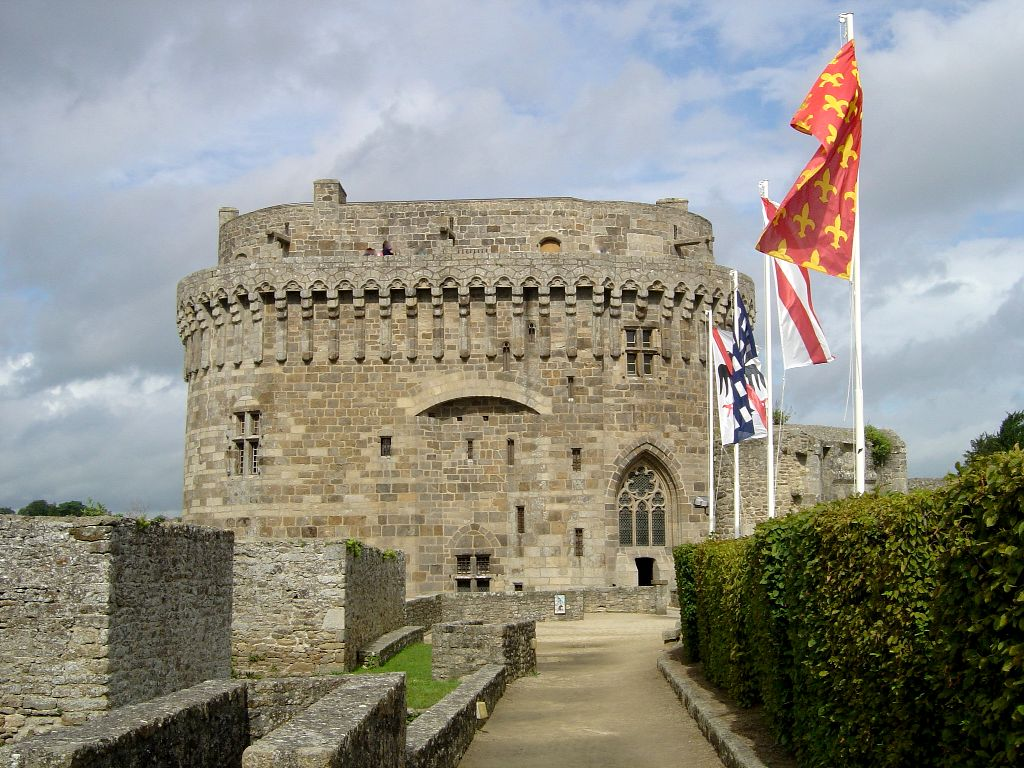
A torre do topo das muralhas